# فلوود
فلوود (مسيسيبي) (بالإنجليزية: Flowood, Mississippi)‏ هي مدينة تقع في الولايات المتحدة في Rankin County.  يقدر عدد سكانها بـ 4,750 نسمة ومساحتها 42.9 كم2  وترتفع عن سطح البحر 82 متر.

## التركيبة السكانية
حدّد مكتب تعداد الولايات المتحدة بيانات التركيبة السكانية لفلوود في تعداد الولايات المتحدة. في ما يلي، التركيبة السكانية حسب تعدادي 2000 و2010.

### تعداد عام 2000
بلغ عدد سكان فلوود 4,750 نسمة بحسب تعداد عام 2000، وبلغ عدد الأسر 2,130 أسرة وعدد العائلات 1,146 عائلة مقيمة في المدينة. في حين سجلت الكثافة السكانية 62.8 نسمة لكل كيلومتر مربع (162.7/ميل2). وبلغ عدد الوحدات السكنية 2,371 وحدة بمتوسط كثافة قدره 31.4 لكل كيلومتر مربع (81.3/ميل2).
وتوزع التركيب العرقي للمدينة بنسبة 79.92% من البيض و16.63% من الأمريكيين الأفارقة و0.17% من الأمريكيين الأصليين و1.89% من الأمريكيين ذوي الأصول الآسيوية و0.06% من سكان جزر المحيط الهادئ و0.61% من الأعراق الأخرى و0.72% من عرقين مختلطين أو أكثر و1.77% من الهسبانيون أو اللاتينيون من أي عرق.
بلغ عدد الأسر 2,130 أسرة كانت نسبة 31.2% منها لديها أطفال تحت سن الثامنة عشر تعيش معهم، وبلغت نسبة الأزواج القاطنين مع بعضهم البعض 39.8% من أصل المجموع الكلي للأسر، ونسبة 10.5% من الأسر كان لديها معيلات من الإناث دون وجود شريك،  بينما كانت نسبة 3.6% من الأسر لديها معيلون من الذكور دون وجود شريكة وكانت نسبة 46.2% من غير العائلات. تألفت نسبة 35% من أصل جميع الأسر من عدة أفراد يعيشون في نفس المنزل ونسبة 3.1% كانت تتألف من شخص يعيش بمفرده يبلغ من العمر 65 عاماً أو أكثر. وبلغ متوسط حجم الأسرة المعيشية 2.23، أما متوسط حجم العائلات فبلغ 2.99.
بلغ العمر الوسطي للسكان 29.0 عاماً. وكانت نسبة 23.5% من القاطنين تحت سن الثامنة عشر، وكانت نسبة 16.1% بين الثامنة عشر والرابعة والعشرين عاماً، ونسبة 41% كانت واقعةً في الفئة العمرية ما بين الخامسة والعشرين والرابعة والأربعين عاماً، ونسبة 15.1% كانت ما بين الخامسة والأربعين والرابعة والستين، ونسبة 4.4% كانت ضمن فئة الخامسة والستين عاماً فما فوق. يوجد لكل 100 أنثى 90.6 ذكر، ويوجد لكل 100 أنثى في الثامنة عشر من عمرها فما فوق 92.0 ذكر.
بلغ متوسط دخل الأسرة في المدينة 40,333 دولارًا، أما متوسط دخل العائلة فبلغ 49,767 دولارًا. وكان متوسط دخل الذكور 37,500 دولارًا مقابل 29,773 دولارًا للإناث. وسجل دخل الفرد الخاص بالمدينة 21,875 دولارًا. وكانت نسبة 10.3% من العائلات ونسبة 13.9% من السكان تحت خط الفقر، وكان من هؤلاء نسبة 16.6% تحت سن الثامنة عشر ونسبة 9.2% في الخامسة والستين من العمر وما فوق.

### تعداد عام 2010
بلغ عدد سكان فلوود 7,823 نسمة بحسب تعداد عام 2010، وبلغ عدد الأسر 3,498 أسرة وعدد العائلات 1,893 عائلة مقيمة في المدينة. في حين سجلت الكثافة السكانية 103.5 نسمة لكل كيلومتر مربع (268.1/ميل2). وبلغ عدد الوحدات السكنية 3,787 وحدة بمتوسط كثافة قدره 50.1 لكل كيلومتر مربع (129.8/ميل2).
وتوزع التركيب العرقي للمدينة بنسبة 75.24% من البيض و18.60% من الأمريكيين الأفارقة و0.19% من الأمريكيين الأصليين و3.77% من الأمريكيين ذوي الأصول الآسيوية و0.88% من الأعراق الأخرى و1.32% من عرقين مختلطين أو أكثر و2.36% من الهسبانيون أو اللاتينيون من أي عرق.
بلغ عدد الأسر 3,498 أسرة كانت نسبة 26.3% منها لديها أطفال تحت سن الثامنة عشر تعيش معهم، وبلغت نسبة الأزواج القاطنين مع بعضهم البعض 40% من أصل المجموع الكلي للأسر، ونسبة 10.7% من الأسر كان لديها معيلات من الإناث دون وجود شريك،  بينما كانت نسبة 3.5% من الأسر لديها معيلون من الذكور دون وجود شريكة وكانت نسبة 45.9% من غير العائلات. تألفت نسبة 36.2% من أصل جميع الأسر من عدة أفراد يعيشون في نفس المنزل ونسبة 4.9% كانت تتألف من شخص يعيش بمفرده يبلغ من العمر 65 عاماً أو أكثر. وبلغ متوسط حجم الأسرة المعيشية 2.15، أما متوسط حجم العائلات فبلغ 2.85.
بلغ العمر الوسطي للسكان 32.5 عاماً. وكانت نسبة 19.4% من القاطنين تحت سن الثامنة عشر، وكانت نسبة 12.3% بين الثامنة عشر والرابعة والعشرين عاماً، ونسبة 36.9% كانت واقعةً في الفئة العمرية ما بين الخامسة والعشرين والرابعة والأربعين عاماً، ونسبة 23.1% كانت ما بين الخامسة والأربعين والرابعة والستين، ونسبة 8.3% كانت ضمن فئة الخامسة والستين عاماً فما فوق. وتوزع التركيب الجنسي للسكان بنسبة 45.2% ذكور و54.8% إناث.

## أعلام
- برينت ليتش